# Ibéro-Amérique

Ibéro-Amérique.

Ibéro-Amérique est un terme formé à partir des mots Ibérie et Amérique pour désigner une zone d'une étendue et d'une cohésion culturelle considérables. Compte tenu du haut degré d'intelligibilité mutuelle entre portugais et espagnol (similarité lexicale de 90 %) et le fait que l'enseignement de l'espagnol au Brésil est obligatoire dans le secondaire, l'Ibéro-Amérique représente un domaine linguistique d'environ 650 millions de locuteurs et la troisième plus grande économie à l'échelle planétaire par son PIB. Le terme est étroitement lié à celui de Communauté ibéro-américaine de nations (CIN).

## Présentation
Sa portée et son sens restent toutefois confus: d'un côté le Diccionario panhispánico de dudas soutient que l'Ibéro-Amérique est la région représentée par les nations qui ont appartenu comme royaumes et provinces aux anciens Empires coloniaux espagnol et portugais, tout en affirmant que le gentilé « ibéro-américain » peut être appliqué à des personnes ou des organisations appartenant aussi bien à la péninsule Ibérique qu'à l'Amérique. D'autre part, la Communauté ibéro-américaine de Nations considère l'Ibéro-Amérique comme la région à laquelle appartiennent ses membres, y compris, non seulement les pays américains et ibériques de langue hispanique et portugaise, mais également l'Andorre, de langue catalane. La définition du Diccionario Panhispánico manque également de clarté car il n'y a pas de correspondance exacte entre les colonies américaines espagnoles et portugaises et les actuelles nations américaines.
Tandis que certains auteurs privilégient le sens étymologique et historique du terme Ibéro-Amérique, qui excluait les pays non américains, le concept s'est peu à peu étendu pour finir par inclure l'Espagne, le Portugal et la Principauté d'Andorre, et même potentiellement certains pays d'Afrique et d'Asie. Ainsi la Charte culturelle ibéro-américaine définit l'Ibéro-Amérique comme un "espace culturel dynamique et singulier ; dans ce dernier on reconnaît une profondeur historique notable, une pluralité d'origines et des manifestations variées". La CCI est une déclaration produite au cours des sommets ibéro-américains par tous  les représentants des pays qui sentent une appartenance à l'Ibéro-Amérique.
Les nations américaines de langue hispanique et portugaise et la péninsule ibérique intègrent la Communauté ibéro-américaine de nations, qui réalise annuellement un sommet ibéro-américain auquel participent les chefs d'État et de gouvernement des pays membres.